# Zuginsfeld
ZUGINSFELD ist der Titel eines expressionistischen Gedichtes, des Erstlingswerkes von Otto Nebel. Das Werk umfasst über 6.000 Verse und gliedert sich in dreiundzwanzig Abschnitte, die inhaltlich in zwei Teile, – erstens den Aufbau des Militärs und zweitens den Krieg –, unterteilt sind. ZUGINSFELD ist eine Ächtung des Krieges und der Gesellschaft, die ihn hervorbringt. Es entstand im Jahr 1918 innerhalb des vierzehnmonatigen Aufenthalts von Nebel im englischen Gefangenenlager Colsterdale (Yorkshire) und wurde zwischen 1920 und 1923 in der Zeitschrift Der Sturm in Fortsetzungen veröffentlicht.
Im Jahre 1970 wurde unter Nebels Mitwirkung aus ZUGINSFELD und seiner 1924/1925 veröffentlichter Dichtung Unfeig ein Hörspiel produziert. Im Jahre 1972 ist in Basel eine Tonaufnahme einer Lesung durch Nebel entstanden.

## Inhalt

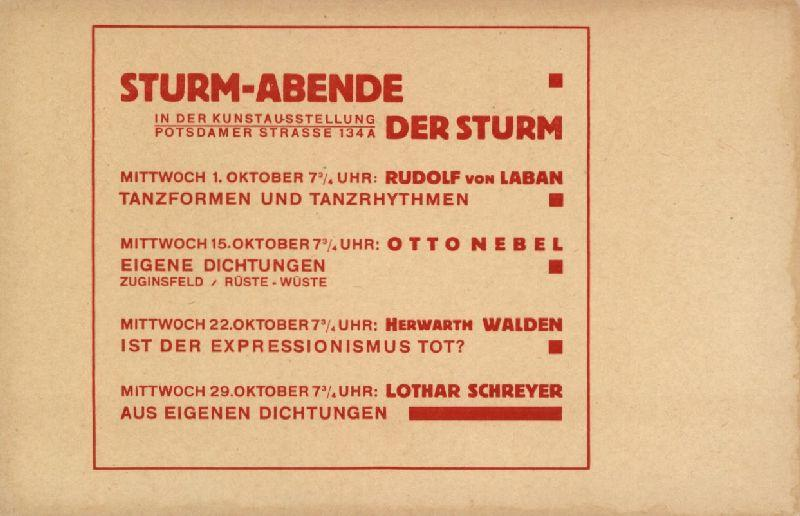
Otto Nebel liest aus Zuginsfeld (1924)

Das Hauptthema ist das Grauen des Krieges und die hierdurch erweckte geistige und künstlerische Berufung. Besonderen Abscheu bezeugt die zur Lüge gewordene Sprache.
ZUGINSFELD ist inhaltlich in 23 Abschnitte gegliedert. Es beginnt mit dem Aufbau des Militärs. Dieser Teil führt von „der Gemeine“ (Abschnitt I), über „der Gefreite“ (II), „der Unteroffizier“ (III), „Kammersergeant“ (IV), „Schreiber“ (V), „Militärmusik“ (VI), „Militärarzt“ (VII), „Leutnant“ (VIII), „Hauptmann“ (IX), „Oberst“ (XI), „General“ (XII), „Manöver“ (XIII), „Alp“ (XIV), hin bis „Kaiser Wilhelm“ (Abschnitt XV). Daran schließt sich, angefangen mit dem Abschnitt „Der Krieg bricht aus“ (Abschnitt XVI) der zweite Teil über den Krieg an, welcher in den Abschnitt „Hilfe!“ (Abschnitt XXIII) mündet – ein Schrei ohne Antwort, mit dem das Werk endet.

## Sprache und Stil
Das Werk beginnt mit dem Zitat einer patriotischen Phrase: „Wehrkraft im Geist“. Darauf meldet sich sogleich die kritische Frage, „Wer“ dafür einstehen soll. Die Antwort lautet: „Der Mann!“. In den nächsten Zeilen, welche zugleich die Eindrücke wiedergeben, die einen bei der Eingliederung ins Heer überfallen, wird nach der Interpretation René Radrizzanis der Mann als Untertan manipuliert und uniformiert. In dem Gedicht werden Phrasen und Kommentare nebeneinander montiert. Ein Darstellungsmittel ist der Wortwitz, zum Beispiel in „Allgemeine Wehrpflicht: Gemeinheit im All!“, „Kaffernklatsch – Kaffeeschlacht“, „Dieb Heimatland a. D.“ oder „das Wahlrechts“. Der Duktus des Gedichtes besteht aus Wortketten, die an einigen Stellen schlagartig unterbrochen werden. Nach Ansicht Radrizzanis entlarvt Nebel die Phrasen und die Gesellschaftslüge durch und in der Sprache, wobei die Sprache die Sprachwelt des Gedichtes als Amalgam zusammenhält.